# Carl-Friedrich Zschucke
Carl-Friedrich Zschucke (* 27. Juni 1938; † 5. Oktober 2023) war ein deutscher Arzt, Münzsammler und Numismatiker.

## Leben und Leistungen
Carl-Friedrich Zschucke studierte Medizin und wurde 1964 an der Medizinischen Akademie Düsseldorf promoviert. Danach war er als Internist in Köln tätig.
Daneben war Zschucke Münzsammler und spezialisierte sich auf römische Münzprägungen in Deutschland. Dabei vermisste Zschucke Katalogwerke, die speziell auf die römischen Münzstätten Köln und Trier eingehen. Da The Roman Imperial Coinage für die römische Münzstätte Trier unvollständig ist und deren Vielfalt nur unzureichend abbildet, versuchte Zschucke mit seinen Schriften diese Lücken zu schließen. Zschuckes Werke stellten dem Sammler und Historiker die bisher vollständigsten Nachschlagewerke für die römischen Münzstätten Köln und Trier zur Verfügung und ermöglichen der Forschung neue Einblicke in der Emissionsfolge, Geldumlauf und Tätigkeit beider Münzstätten.
Nach dem Tod des ebenfalls auf das römische Trier spezialisierten Sammlers Dieter Alten erwarb und vollendete Zschucke dessen Arbeiten zur römischen Münzserie Beata Tranquillitas und spendete die zum Buch gehörige Spezialsammlung von 875 Münzen dem Münzkabinett Berlin. 2010 schenkte er dem Kabinett ebenfalls seine Spezialsammlung zu den Trierer Bronze-Teilstück-Prägungen.

## Schriften
- Neuroleptische Wirksamkeit und extrapyramidale Symptomatik. Ein klinischer Versuch zur Frage des Wirkungsmechanismus der Neuroleptica unter Verwendung des Neurolepticum Butyrylperazin und des Antiparkinsonmittel Procyclidin Hydrochlorid. Medizinische Dissertation Düsseldorf 1964.
- Die römische Münzstätte Köln. Petermännchen-Verlag, Trier 1993, ISBN 3-923575-10-6.
- Die römische Münzstätte Trier – von der Münzreform der Bronzeprägung unter Constans und Constantius II 346/348 n. Christus bis zu ihrer Schliessung im 5. Jh. Petermännchen-Verlag, Trier 1997, ISBN 3-923575-02-5.
- Die Großfollisprägung in Trier während der 1. Tetrarchie von 294–305 n. Chr. In: Trierer Petermännchen Bd. 14 (2000) S. 7–63.
- Die Bronze-Teilstück-Prägungen der römischen Münzstätte Trier. 2. Auflage, Petermännchen-Verlag, Trier 2002, ISBN 3-923575-09-2
- Die römische Münzserie Beata Tranquillitas in der Prägestätte Trier 321–323. Petermännchen-Verlag, Trier 2004, ISBN 3-923575-40-8.
- Neuigkeiten zur Geschichte der Soldatenkaiser und Kolonialprägungen von Moesia Superior und Dacia. Battenberg Verlag, Regenstauf 2022, ISBN 978-3-86646-219-9.

## Weblink
- Carl-Friedrich Zschucke. In: Normdatenportal des Münzkabinetts / ikmk. Münzkabinett Berlin, abgerufen am 5. November 2023.